# Hastulopsis melanacme
Hastulopsis melanacme é uma espécie de gastrópode do gênero Hastulopsis, pertencente a família Terebridae.